# Neuroleon striolus
Neuroleon striolus är en insektsart som först beskrevs av Hermann Julius Kolbe 1897.  Neuroleon striolus ingår i släktet Neuroleon och familjen myrlejonsländor. Inga underarter finns listade i Catalogue of Life.